# Liste von Autoren/V

## Va
Emile Mario Vacano (1840–1892), AU
Andrew Vachss (1942–2021), US
Klaus Vack (1935–2019), D
Urvashi Vaid (1958–2022), US
Roger Vailland (1907–1965), FR
Catherynne M. Valente (* 1979), USA
Karl Valentin (1882–1948), D
Thomas Valentin (1922–1980), D
Valérie Valère (1961–1982), FR
Paul Valéry (1871–1945), FR
Günter Vallaster (* 1968), AT
Jaume Vallcorba Plana (1949–2014), ES
César Vallejo (1892–1938), PER
Fernando Vallejo (* 1942), MEX
Carlos G. Vallés (1925–2020), ES/IND
Jules Vallès (1832–1885), FR
Henry Vallotton (1891–1971), CH
Diego Valverde Villena (* 1967), ES
Jack Vance (1916–2013), US
Philipp Vandenberg (* 1941), D
Birgit Vanderbeke (1956–2021), D
Maxence Van der Meersch (1907–1951), FR
Raoul Vaneigem (* 1934), BE
Ruth Vanita (* 1955), IND
Eric Van Lustbader (* 1946), US
David Van Reybrouck (* 1971), BE
Carl Van Vechten (1880–1964), US
Valerio Varesi (* 1959), IT
Fred Vargas (* 1957), FR
Álvaro Vargas Llosa (* 1966), PER
Mario Vargas Llosa (1936–2025), PER
Karl August Varnhagen von Ense (1785–1858), D
Rahel Varnhagen von Ense (1771–1833), D
Lucian Vărșăndan (* 1975), RO
José Mauro de Vasconcelos (1920–1984), BRA
Claude Favre de Vaugelas (1585–1650), FR
Richard Murray Vaughan (1965–2020), KAN
Jean Vautrin (1933–2015), FR
Manuel Vázquez Montalbán (1939–2003), ES

## Ve
Friedrich Karl von Vechelde (1801–1846)
Orhan Veli Kanık (1914–1950), TR
Venantius Fortunatus (~540–610)
Tomas Venclova (* 1937), LT
Edward van de Vendel (* 1964), NL
Bernart de Ventadorn (~1130–1200), FR
Roger Vercel (1894–1957), FR
Vercors (1902–1991), FR
Clemens Verenkotte (* 1960), D
Abraham Verghese (* 1955), USA
Vergil (70–19 v. Chr.)
Émile Verhaeren (1855–1916), BE
Paul Verlaine (1844–1896), FR
Isa Vermehren (1918–2009), D
John Vermeulen (1941–2009), BE
Jules Verne (1828–1905), FR
Sandro Veronesi (* 1959), IT
Anacleto Verrecchia (1926–2012), IT
Vladimir Vertlib (* 1966), AT
Tarjei Vesaas (1897–1970), NO
Bernward Vesper (1938–1971), D
Guntram Vesper (1941–2020), D
Will Vesper (1882–1962), D
Anne-Catharina Vestly (1920–2008), NO
Aglaja Veteranyi (1962–2002), CH
Mischa Vetere (* 1967), CH
Paul Veyne (1930–2022), FR

## Vi
Boris Vian (1920–1959), FR
Martha Vicinus (* 1939), US
Salley Vickers
Gary Victor (* 1958)
Gore Vidal (1925–2012), US
François Viète
Klaus Vieweg (* 1953), D
Alfred de Vigny
Jean Villard (1895–1982), CH
Dominique de Villepin
Gérard de Villiers (1929–2013), FR
Mathias Villiers de l’Isle-Adam
François Villon, FR
David Viñas (1927–2011), ARG
Vernor Vinge (1944–2024), US
Simon Vinkenoog
Christina Viragh (* 1953), HU
Elio Vittorini, IT

## Vl
Ivan Vladislavić (* 1957), ZA
Ernst Vlcek (1941–2008), AT

## Vo
Bruno Vogel (1898–1987), D
Hans-Jochen Vogel (1926–2020), D
Maja von Vogel (* 1973), D
Paula Vogel (* 1951), US
Giorgio Voghera (1908–1999), IT
Walter Vogt (1927–1988), CH
Judith C. Vogt (* 1981), D
Hildegard Voigt (1856–1936), D
Lene Voigt (1891–1962), D
Vamik D. Volkan (* 1932), US
William T. Vollmann (* 1959), US
Voltaire (1694–1778), FR
Élisabeth Vonarburg (* 1947), CA
Kurt Vonnegut (1922–2007), US
Jana Voosen (* 1976), D
Herbert Vorgrimler (1929–2014), D
Harry Voss (* 1969), D
Johann Heinrich Voß (1751–1826), D
Klaus Voswinckel (1943–2024), D

## Vr
Leo Vroman (1915–2014), NL

## Vu
Jean Vuilleumier (1934–2012), CH
Christian August Vulpius
Wolfgang Vulpius